# Stèle de l'an 400
Stèle des quatre cents ans
La stèle de l'an 400 ou stèle des quatre cents ans est une stèle de l'Égypte antique, façonnée au XIIIe siècle av. J.-C. La signification de cette stèle n'est pas entièrement claire. Il est cependant généralement admis qu'elle célèbre le 400e anniversaire d'un événement lié au dieu Seth.

## Historique et description
La stèle « de l'an 400 » est découverte en 1863 par Auguste Mariette, lors d'une campagne de fouilles dans le grand temple de Tanis. Mariette copie alors la stèle, puis la ré-enterre. Elle est redécouverte en 1933 par Pierre Montet qui l'étudie puis la dépose au Musée égyptien du Caire,,.
La stèle nous est parvenue incomplète, la partie basse est manquante, ainsi qu'une portion en haut à droite de la lunette. Elle est réalisée sous le règne du pharaon Ramsès II pendant la XIXe dynastie. Ce pharaon est représenté dans la lunette de la stèle, en train d'offrir des pots remplis de vin au dieu Seth. Le nom de Seth est effacé plus tard de la stèle, lorsque ce dieu est jugé moins recommandable. Derrière le pharaon se tient un fonctionnaire ou dignitaire nommé Séthi, l'auteur de la stèle,.
L'inscription sur le registre du bas indique que Séthi, fils de Paramessu et Tia, est venu adorer le dieu Seth et commémorer cet événement en réalisant cette stèle de granit. Curieusement, avec l'approbation de Ramsès II, Séthi date la stèle de « l'an 400, quatrième jour du quatrième mois de la saison des inondations » d'un pharaon nommé Aapehtiseth Noubti, (« Grande est la force de Seth, celui d'Ombos ») :
|          |               |
| \| \| \| |               |
|          |               |
| E20      | O29 · F9 · F9 |

| E20 | O29 · F9 · F9 |

|          |               |
| \| \| \| |               |
|          |               |
| E20      | O29 · F9 · F9 |

| E20 | O29 · F9 · F9 |

|                |     |    |     |
| \| \| \| \| \| |     |    |     |
|                |     |    |     |
| t              | S13 | Z4 | E20 |

| t | S13 | Z4 | E20 |

|                |     |    |     |
| \| \| \| \| \| |     |    |     |
|                |     |    |     |
| t              | S13 | Z4 | E20 |

| t | S13 | Z4 | E20 |

## Interprétations
Depuis la découverte de la stèle et de ses inscriptions, il est évident que l'année 400 de Noubti n'est pas une année royale, mais plutôt une sorte d'anniversaire. En considérant l'intervalle de quatre cents ans et les références explicites au dieu Seth, Noubti a d'abord été considéré comme un souverain Hyksôs non attesté ailleurs,,.
Une hypothèse suggère que le 400e anniversaire pourrait se référer à un événement important tel que la construction d'un temple de Seth ou, plus généralement, au début d'une nouvelle ère,.
La découverte a également alimenté une autre hypothèse, désormais réfutée, selon laquelle Tanis aurait pu être identifiée à l'ancienne capitale des Hyksôs Avaris et que la stèle aurait pu être une commémoration de l'arrivée des Hyksôs,,.
Plus récemment, les spécialistes réalisent que le dignitaire Séthi officiel n'est autre que le père de Ramsès, Séthi Ier, au début de sa carrière, et le premier roi Noubti n'était pas un vrai roi, mais plutôt le dieu Seth lui-même pourvu de titres royaux fictifs. Remontant 400 ans en arrière avant la période suggérée par la stèle, très probablement lorsque Séthi était dignitaire sous le roi Horemheb, donne une datation de l'événement célébré - quel qu'il soit - d'environ 1730–1720 avant J.-C.,,,.